# 阿爾貝托·馬爾奇奧里
阿爾貝托·馬爾奇奧里（義大利語：Alberto Marchiori；1993年5月11日—）是一位意大利足球運動員。在場上的位置是中後衛。他現在效力於意大利足球甲級聯賽球隊熱那亞足球俱樂部。